# 유로비전 송 콘테스트 1988

녹색이 참가국. 빨강은 결승전에 진출하지 못한 나라. 노랑은 과거에 참가하였으나 1988년에 참가하지 않은 나라.

유로비전 송 콘테스트 1988(Eurovision Song Contest 1988)은 제33회 유로비전 송 콘테스트이다. 스위스의 셀린 디온의 노래 Ne partez pas sans moi가 우승을 거머쥐었다. 이 행사는 전년도 행사에 아일랜드이 우승하면서 아일랜드 더블린에서 1988년 4월 30일 저녁에 개최되었다.